# Kvantitetsteorien
Kvantitetsteorien er inden for økonomi en teori der begrunder sammenhængen mellem prisniveau og pengemængde - og dermed inflation og stigninger i pengemængden. Teorien er en vigtig bestanddel af monetaristisk økonomisk teori.

## Kvantitetsligningen
Kvantitetsligningen består af de fire variable M, V, Y og P, hvor
M er den nominelle pengemængde,
V kaldes for pengenes omløbshastighed,
Y er den reale produktion (=realt BNP) og
P er prisniveauet.
P*Y er dermed nominelt BNP.
Kvantitetsligningen siger, at M*V=P*Y, altså at pengemængden multipliceret med omløbshastigheden er lig med nominelt BNP.
I sig selv er dette en ukontroversiel sammenhæng. Den kan opfattes som en ligning, der simpelthen definerer "omløbshastigheden" residualt som den størrelse, der er lig med nominelt BNP divideret med den nominelle pengemængde.
Det afgørende element i kvantitetsteorien er, at man antager, at V, omløbshastigheden, er en konstant størrelse. Hvis man samtidig regner med, at Y, den reale produktion, er bestemt af andre faktorer, og at centralbanken kan kontrollere størrelsen af den nominelle pengemængde, M, er der kun én ubestemt variabel tilbage i modellen, nemlig prisniveauet P. Det bestemmes altså entydigt af de andre faktorer. Det betyder også, at for givet Y og V kan centralbanken ved at variere M bestemme, præcis hvilket niveau P skal have. Specielt vil den årlige stigning i pengemængden blive lig med den årlige prisstigning, dvs. inflation. Centralbanken kan altså suverænt kontrollere inflationen ved at styre væksten i pengemængden.

## Kvantitetsteorien og praktisk pengepolitik
Kvantitetsteorien er baggrunden for, at en del centralbanker især tidligere har opfattet væksten i pengemængden som en vigtig pengepolitisk variabel. Empirisk er der også visse tegn på, at pengemængdevækst og inflation følges nogenlunde ad i det lange løb. I kortere tidshorisonter er relationen dog relativt ustabil, og f.eks. i Danmark virker relationen mellem de to variable ikke særlig tæt. I en artikel i Nationalbankens kvartalsoversigt i 2006 anføres det således, at i praksis er omløbshastigheden ikke stabil, idet den blandt andet afhænger af finansielle innovationer og alternativomkostningen ved at holde penge (alternativrenten). Blandt andet derfor har det vist sig vanskeligt at bruge kvantitetsligningen direkte.
Stort set alle centralbanker i vestlige lande har derfor i dag forladt en pengemængdemålsætning som praktisk mellemmål for pengepolitikken og betjener sig i stedet f.eks. af en mere direkte inflationsmålsætning.